# Serin soufré
Crithagra sulphurata
Espèce
Statut de conservation UICN

 LC  : Préoccupation mineure
Synonymes
- Serinus sulphuratus

Le Serin soufré (Crithagra sulphurata) est une espèce d'oiseaux appartenant à la famille des Fringillidae.

## Distribution
Assez hétérogène dans le centre-sud et le sud de l’Afrique

## Sous-espèces
D'après la classification de référence (version 5.1, 2015) du Congrès ornithologique international, cette espèce est constituée des sous-espèces suivantes :
- C. s. sulphurata  (Linné, 1766) : sud et sud-ouest de la Province du Cap.
- C. s. wilsoni (Roberts, 1936) : est de la Province du Cap, Orange, Natal, sud-est du Transvaal, sud du Mozambique.
- C. s. sharpii  (Neumann, 1900) : ouest du Kenya, Ouganda, est et sud du Zaïre, ouest de l’Angola, Zambie, Zimbabwe.

## Habitat
Il consiste en zones humides et dégagées, couvertes de buissons et parsemées d’arbres, en boisements à larges feuilles, en savanes et zones cultivées (de 0 à 2800 m), en petites parcelles d’herbes le long des cours d’eau et autour des marais, en clairières et lisières de bois pourvues d’une formation secondaire herbeuse et broussailleuse. Son habitat recouvre aussi les prairies de montagne parsemées de buissons, les jardins ouverts, les formations de conifères et d’eucalyptus, les clayonnages, les abords de cultures, les terres en friche avec une préférence pour les fourrés mixtes de fougères et d’églantiers ainsi que pour les buissons disséminés (Zimbabwe) et pour la végétation arbustive et buissonneuse le long des cours d’eau et dans les zones cultivées (Afrique du Sud) (Fry & Keith 2004).

## Alimentation
Hockey et al. (2005) ont recensé des graines d’Acacia, Pinus, Clutia pulchella, Euphorbia triangularis, Tribulus terrestris, Emex australis, Chenopodium, Ehretia rigida, Eriocephalus, Euryops, Othonna, Ursinia, Protea, Stellaria, Raphanus, Pelargonium, Psoralea ; des fruits de Cassytha, Scutia myrtina, Chrysanthemoides monolifera, Cotoneaster, Diospyros, Ehretia, Ficus burtt-davyi, Lantana camara, Ligistrum, Lycium, Olea ; du nectar d’Aloe marlothii, Erythrina latissima ; des feuilles d’Arctotheca calendula, Senecio pleisthocephus avec un complément de termites.
Au Kenya, ce serin a été observé en train de travailler au bec des cosses de Jacaranda mimosifolia pour en extraire les graines, d’exploiter des pelures de fruits pour en prélever la chair et même de picorer une carcasse mais sans savoir si c’est pour la viande ou les insectes attirés. Il a aussi été vu chassant en vol des termites ailés et prélevant des graines d’aloès. Les sites de nourrissage sont très variés : décharges, prairies, jardins, végétation riveraine, chemins, routes, terrains vagues et friches. Il s’associe parfois au serin à gorge noire et à d’autres granivores (Short & Horne 2005).
D’autres plantes ont été répertoriées par Ottaviani (2011) comme des graines de ricin Ricinus communis et d’autres encore, photos à l’appui, comme des fleurs de Polygonum sp. et des graines d’une protée du genre Leucospermum.

## Mœurs
Il se tient seul, en couples et parfois en groupes de 4 à 12 individus, plus rarement jusqu’à 30 sujets concentrant leur activité sur une importante source de nourriture mais pas de façon aussi grégaire que les autres serins avec lesquels il forme parfois des groupes mixtes. Il évolue surtout sur le sol, sautillant et courant vivement à la recherche de sa nourriture. Il passe aussi du temps dans les arbres et les arbustes où on peut le voir mâchonner de grosses graines pour les briser. Tranquille et peu voyant, hors période de reproduction, il se perche bien en vue sur les clôtures, les cimes de buissons et les toits. Il est moins actif que la plupart des autres serins et le vol est rapide et peu ondulé (Fry & Keith 2004).

## Voix
Le cri est un tap-tap guttural et le chant un bref chie-u-wie (Lippens & Wille 1976). Le chant, plus lent et plus grave que celui des autres serins, est un pot-pourri de gazouillis, roulades, trilles et babils rappelant les notes du chardonneret élégant (Fry & Keith 2004).

## Parade nuptiale
En parade nuptiale, le mâle gonfle les plumes de la poitrine, redresse la tête et abaisse les ailes tout en les agitant face à la femelle. Parfois, il chante à tue-tête près de la femelle en abaissant partiellement les ailes et en relevant la queue tout en gonflant entièrement son plumage. Parfois encore, un mâle poursuit une femelle en vol, cette dernière allant se réfugier dans un groupe (Skead 1960).

## Nidification
Le nid est une coupe profonde faite de brindilles, tiges de plantes, brins d’herbe sèche et radicelles, souvent mêlés à des toiles d’araignées avec un abondant revêtement interne de duvet végétal grisâtre ou jaunâtre. De la ficelle, de la laine et des poils de bétail peuvent être incorporés. Certains nids contiennent de petites feuilles fraîches ou sèches, un feutrage de fleurs d’astéracées, un duvet d’asclépiades ou des pousses moelleuses de Gnaphalium et Helichrysum (Kenya). Il peut être placé dans la fourche près de la cime d’un arbuste ou d’un arbrisseau entre 1 et 6 m de hauteur (généralement à 2-3 m). L’arbre choisi est un Rhus, un grand conifère, un Hakea épineux ou un bananier. Il peut être bien caché dans la végétation ou, au contraire, à découvert, parfois directement sur un régime de bananes. Le nid contient trois ou quatre œufs blancs immaculés, verdâtres ou bleuâtres tachetés et vermiculés de brun ou de noir au gros pôle. Les périodes de pontes varient beaucoup selon les régions mais restent globalement tributaires des saisons humides (Fry & Keith 2004).